# Chiesa dei Santi Sisto e Margherita
La chiesa dei Santi Sisto e Margherita Martiri è un edificio sacro di culto cattolico che si trova a Villa Collemandina.
Ha il titolo di propositura ed è la parrocchiale e unica chiesa del paese e della parrocchia omonima, appartenente all'arcidiocesi di Lucca.

## Storia
L'attuale costruzione fu edificata fra il XII e il XIII secolo ma con molta probabilità esisteva già una costruzione antecedente e risalente al periodo longobardo; tutto il complesso sorge dove era situato l'antico castello di cui rimangono tuttora alcune tracce. Successivamente risulta rammentata nella bolla di papa Alessandro III del 23 dicembre 1168 come Ecclesia Sancti Sixti de Villa e filiale della vicina pieve di San Giovanni Battista a Pieve Fosciana.
Nel 1445 questa chiesa fu unita ad tempus alla chiesa di San Pietro di Lupinaia.
Nel XIX secolo la chiesa fu ampliata e ristrutturata sia internamente che la facciata.
A causa del terremoto del 7 settembre 1920, che rase al suolo tutto il paese di Villa, l'edificio fu gravemente danneggiato con il crollo dell'antico campanile e parte della struttura, rimanendo in piedi le mura portanti con la facciata, l'abside e la parte del presbiterio; nel sisma ci fu anche il crollo dell'adiacente oratorio di San Giuseppe, posto a sinistra della chiesa.
Con il successivo restauro e ricostruzione, per volontà e tenacia degli abitanti, la chiesa ritornò ad avere un aspetto in stile romanico come possiamo vedere oggi.

## Descrizione
La chiesa si colloca sulla sommità del colle dove sorge l'abitato in posizione elevata e ben visibile. La costruzione si presenta con facciata a capanna in pietra, rivolta a ponente, semplice con portale centrale e due finestroni più in alto e ai lati. Sul lato destro il campanile, ricostruito nel 1926 sulle macerie del preesistente che fu distrutto dal sisma del 1920; nel 1923, in sostituzione di quelle antiche,  furono fuse tre campane dalla fonderia Lera di Lammari (LU), mentre l’attuale campana mezzana è una rifusione della fonderia Capanni di Castelnovo ne’ Monti (RE). L’abside sul retro ricorda dall'esterno la forma del torrazzo del castello.
Sul fianco sinistro della chiesa, troviamo il chiostro o cimitero vecchio con arcate sorrette da sedici colonne di pietra serena con capitelli; fu utilizzato come camposanto fino alla seconda metà del XIX secolo (1885).
L'interno è ad un'unica navata con soffitto a capriate in legno decorate con disegni geometrici. In controfacciata è un organo a canne realizzato nel 1910 dalla ditta Cavalli di Lodi. Alle pareti laterali sono due altari: quello di sinistra, del Crocifisso, custodisce una pala dipinta ad olio su tela raffigurante la Deposizione dalla Croce, opera di Giuseppe Antonio Luchi della metà del Settecento, mentre quello a destra, di San Rocco presenta una statua del santo.
Ai lati del presbiterio si trovano due altari rinascimentali in marmo di Nicolao Civitali entrambi firmati e datati 1533, di squisito gusto classicheggiante nei motivi decorativi a candelabra con rami vegetali e nelle modanature e cornici antichizzanti. L'altare di destra, oggi dedicato alla Madonna del Rosario, con statua moderna, reca i nomi del committente Bernardo di Villa e del presbitero Bartolomeo. Quello di sinistra, del Santissimo Sacramento, presenta un rilievo rappresentante due angeli che scostano le cortine di un baldacchino che al centro aveva un ciborio. Il baldacchino dalla forma conica richiama esempi pierfrancescani, raffaelleschi ma anche lucchesi di Fra Bartolomeo, mentre i due angeli mostrano un plasticismo di ricordo michelangiolesco.
Nel presbiterio è un altro interessante complesso scultoreo rinascimentale: l'altare maggiore in legno intagliato e dorato è opera di Masseo Civitali (nipote di Matteo) ma ha una mensola in marmo del XVIII secolo. Dietro, nell'abside, è un dossale centinato ligneo realizzato nel 1519. L'ancona, la cui invenzione generale spetta a Masseo, si apre in tre nicchie nelle quali vi sono altrettante statue anch'esse lignee e policrome dello stesso autore raffiguranti la Madonna col Bambino (detta "delle Grazie"), San Sisto II Papa e San Clemente I Papa. La lunetta in altorilievo raffigurante Dio Padre fra due angeli spetta a Vincenzo di Bartolomeo Civitali (fratello di Masseo) che eseguì anche le parti decorative e le immagini dipinte di Sant'Ansano, San Rocco, San Sebastiano e quella di Sant'Antonio Abate nella predella.

## Galleria d'immagini

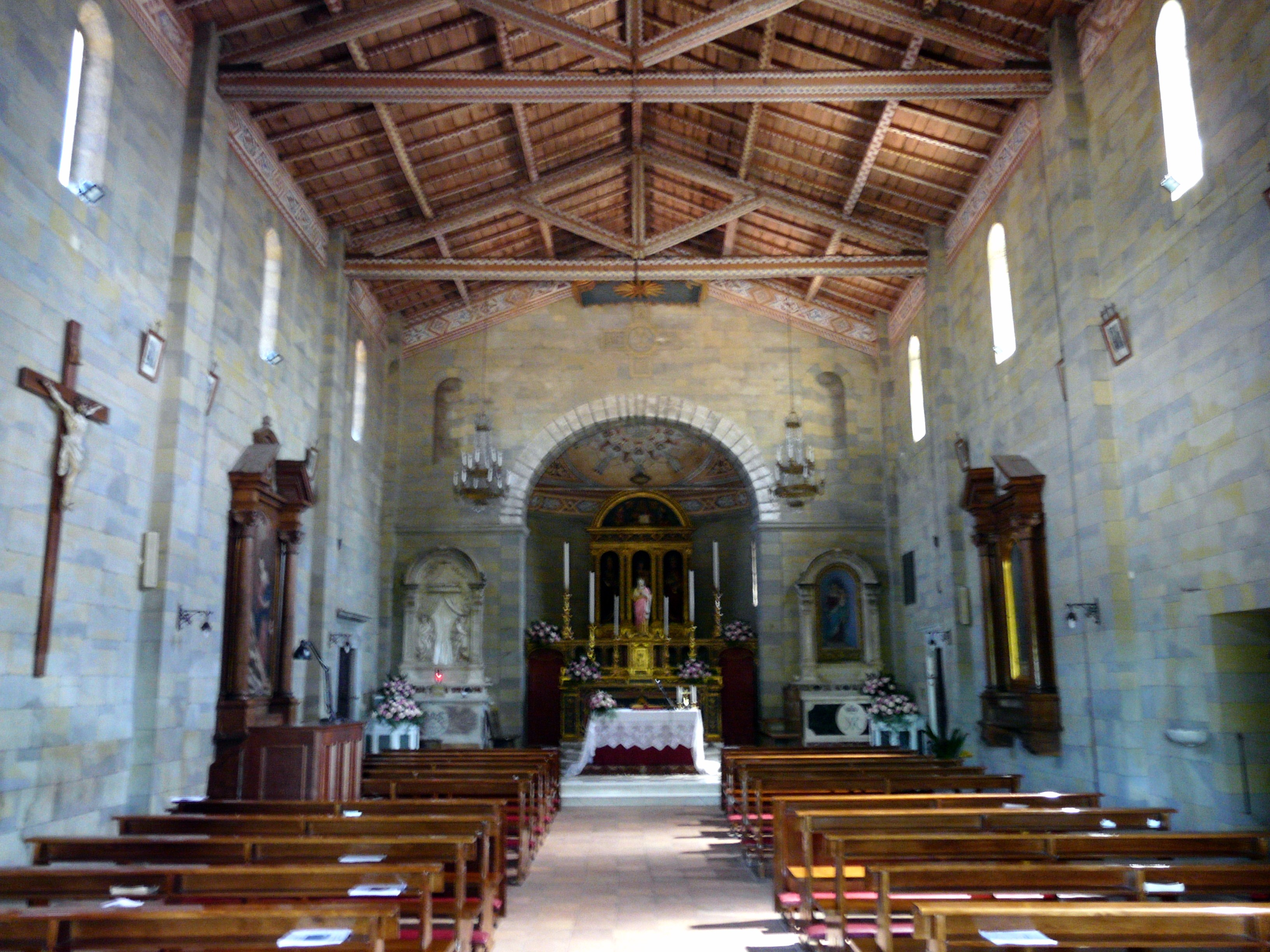
Interno
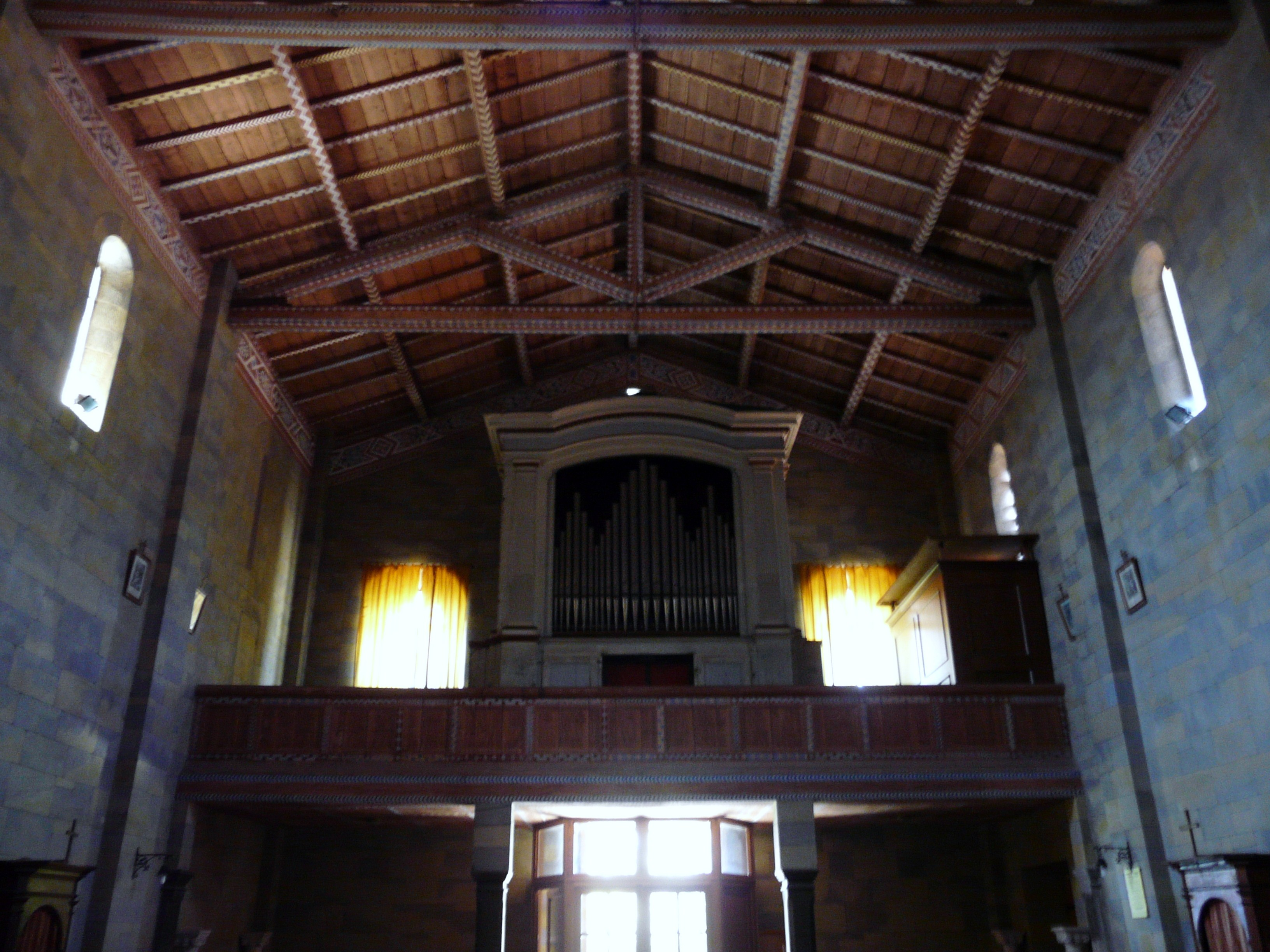
L'organo
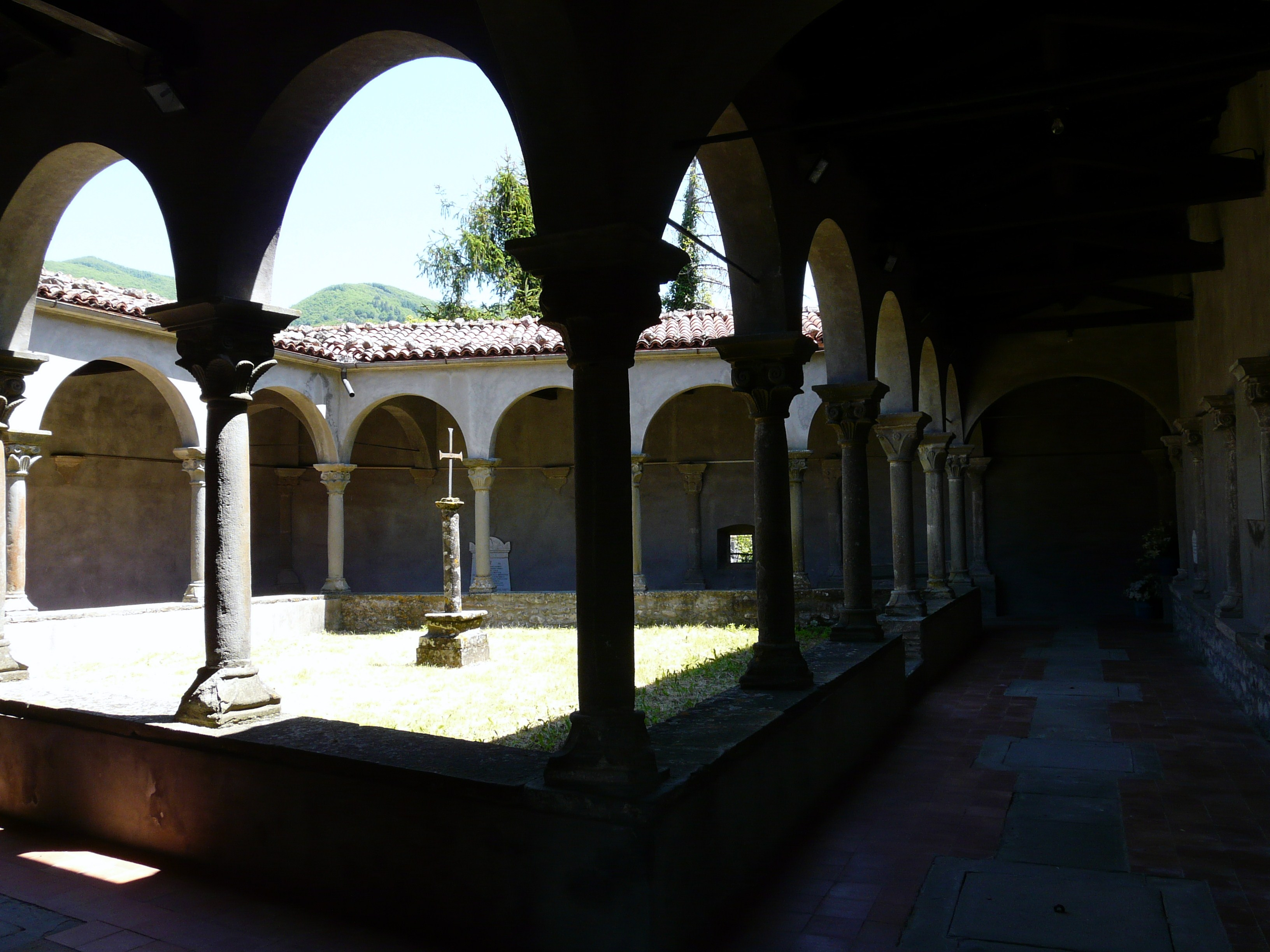
Il chiostro